# Arab igetörzsek
Az arab nyelv egyik legfőbb szóképzési módját az igetörzsek használata jelenti, hasonlóan a többi sémi nyelvhez. Ezek lényegében olyan meghatározott sablonok, amelyekben az alapjelentést hordozó gyökökhöz járuló pre- és infixumok, valamint az írásban csak mellékjelekkel jelölt magánhangzók azonosak úgy az igealakok, mint az igenevek és a névszói értelmű maszdar esetében. Nem összetévesztendő a nemet, számot, állapotot, módot stb. kifejező igeragozással: ennek funkcióját nem az igetörzsek töltik be, hanem az összes igetörzsben azonos igeragok. Bár az egyes igetörzsek – például a magyar képzőkhöz hasonlóan – meghatározott jelentéstartalmat hordoznak (pl. műveltetés, visszahatás, kölcsönösség stb.), ez nem minden esetben egyértelmű és megfogható.
A hagyományos arab grammatika nem ismeri az igetörzs fogalmát, és az egyes törzseket nem külön-külön kezeli, hanem az írásban jelölt betűk száma alapján sorolja csoportokba (ún. hármas, négyes, ötös és hatos igék), a konkrét alakokat pedig a példaszóként használt, „csinálni” jelentésű faʿala (فعل) szó gyökeiből képzett, jelentés nélküli szavakkal jelölik. Mivel a középső betű tudományos átírása (ʿ) és kiejtése (zöngés faringális réshang) is szokatlan a magyar olvasó számára, a példákban nem ezt fogjuk használni.
A gyakran használt igetörzsek száma tíz, ezen felül néhány rendkívül ritka szó esetében még öt fordul elő. Egyetlen gyökegyüttesnek sincs minden igetörzsben előforduló alakja.

## I. törzs
Az első törzs tekinthető az alapvető igealaknak, mivel a legtöbb – bár korántsem az összes – gyökből képezhető, továbbá jellemzője, hogy sem pre-, sem infixumot nem kap, és a gyökök egyike sem duplázódik (azaz nincs törzsképző elem). Az arab megközelítés szerint ezért az ún. hármas igék közé tartozik. Két tekintetben eltér a többi igetörzstől:
- Az aktív igealakokban nem mindig azonos a második gyököt követő magánhangzó, hanem mindhárom magánhangzó (a, i, u) felbukkanhat (többnyire, de nem mindig hangtani szabályok[1] alapján).
- A maszdar (-ás/-és végű névszó) alakja teljesen esetleges, semmilyen szabálytól nem függ.

A magánhangzók eltérésének lehetőségét az alábbi példaszavakkal illusztráljuk: kataba (írt), fahima (megértett), qaruba (közel volt). Ezzel egyúttal, ha korlátozottan is, de betekintést nyújtunk a maszdarok alakgazdagságába is.
| I. törzs  | I. törzs  | I. törzs  | I. törzs  | I. törzs    | I. törzs    | I. törzs    | I. törzs    | I. törzs  | I. törzs     | I. törzs          | I. törzs          | I. törzs          | I. törzs          |
| Perfektum | Perfektum | Perfektum | Perfektum | Imperfektum | Imperfektum | Imperfektum | Imperfektum | Maszdar   | Maszdar      | Melléknévi igenév | Melléknévi igenév | Melléknévi igenév | Melléknévi igenév |
| Aktív     | Aktív     | Passzív   | Passzív   | Aktív       | Aktív       | Passzív     | Passzív     | Maszdar   | Maszdar      | Aktív             | Aktív             | Passzív           | Passzív           |
| --------- | --------- | --------- | --------- | ----------- | ----------- | ----------- | ----------- | --------- | ------------ | ----------------- | ----------------- | ----------------- | ----------------- |
| كَتَبَ       | kataba    | كُتِبَ       | kutiba    | يَكْتُبُ        | yaktubu     | يُكْتَبُ        | yuktabu     | كِتَابَة     | kitāba       | كَاتِب              | kātib             | مَكْتُوب             | maktūb            |
| فَهِمَ       | fahima    | فُهِمَ       | fuhima    | يَفْهَمُ        | yafhamu     | يُفهَمُ        | yufhamu     | فَهْم/فَهَم   | fahm/faham   | فَاهِم              | fāhim             | مَفْهُوم             | mafhūm            |
| قَرُبَ       | qaruba    | –         | –         | يَقْرُبُ        | yaqrubu     | –           | –           | قُرْب/مَقْرَبَة | qurb/maqraba | قَارِب              | qārib             | –                 | –                 |

## II. igetörzs
A második igetörzs törzsképző eleme a második gyök megduplázása. Ezt az írás sajátosságai miatt csak egy mellékjellel (sadda) jelöljük. Jelentéstartalma részint műveltetés [pl. ḫalafa (I.) = „örökölt, helyettesített” → ḫallafa (II.) = „örökössé, helyettessé nevezett ki”], részint intenzitás [kasara (I.) = „eltört” → kassara (II.) = „darabokra zúzott”], de eltérő is lehet [pl. kabura (I.) = „nagy volt” → kabbara (II.) = „azt mondta, hogy Alláh akbar”.]
Példaszó: wakkala (felhatalmaz, kinevez).
| II. törzs | II. törzs | II. törzs | II. törzs | II. törzs   | II. törzs   | II. törzs   | II. törzs   | II. törzs | II. törzs | II. törzs         | II. törzs         | II. törzs         | II. törzs         |
| Perfektum | Perfektum | Perfektum | Perfektum | Imperfektum | Imperfektum | Imperfektum | Imperfektum | Maszdar   | Maszdar   | Melléknévi igenév | Melléknévi igenév | Melléknévi igenév | Melléknévi igenév |
| Aktív     | Aktív     | Passzív   | Passzív   | Aktív       | Aktív       | Passzív     | Passzív     | Maszdar   | Maszdar   | Aktív             | Aktív             | Passzív           | Passzív           |
| --------- | --------- | --------- | --------- | ----------- | ----------- | ----------- | ----------- | --------- | --------- | ----------------- | ----------------- | ----------------- | ----------------- |
| وَكَّلَ       | wakkala   | وُكِّلَ       | wukkila   | يُوَكِّلُ        | yuwakkilu   | يُوَكَّلُ        | yuwakkalu   | تَوْكِيل     | tawkīl    | مُوَكِّل              | muwakkil          | مُوَكَّل              | muwakkal          |

## III. igetörzs
A harmadik igetörzs törzsképző eleme egy á hangértékű alif beiktatása az első és második gyök közé, ami passzívumban hangtani okok miatt váv-val jelölt ú-vá változik. (Így a jelenséget akár az első gyök magánhangzójának meghosszabbításaként is leírhatjuk.) Jelentéstartalma szerint részint konatív, azaz vágyat, törekvést fejez ki [pl. qatala (I.) = megölt → qātala (III.) harcolt vele], illetve az első törzsbéli ige közvetett tárgyát teheti közvetlen tárggyá [pl. rasala (I.) = (levelet) küldött (valakinek) → rāsala (III.) = levelet küldött valakinek].
Példaszó: rāsala (levelet ír [valakinek], levelez [valakivel]).
| III. törzs | III. törzs | III. törzs | III. törzs | III. törzs  | III. törzs  | III. törzs  | III. törzs  | III. törzs | III. törzs | III. törzs        | III. törzs        | III. törzs        | III. törzs        |
| Perfektum  | Perfektum  | Perfektum  | Perfektum  | Imperfektum | Imperfektum | Imperfektum | Imperfektum | Maszdar    | Maszdar    | Melléknévi igenév | Melléknévi igenév | Melléknévi igenév | Melléknévi igenév |
| Aktív      | Aktív      | Passzív    | Passzív    | Aktív       | Aktív       | Passzív     | Passzív     | Maszdar    | Maszdar    | Aktív             | Aktív             | Passzív           | Passzív           |
| ---------- | ---------- | ---------- | ---------- | ----------- | ----------- | ----------- | ----------- | ---------- | ---------- | ----------------- | ----------------- | ----------------- | ----------------- |
| رَاسَلَ       | rāsala     | رُوسِلَ       | rūsila     | يُرَاسِلُ       | yurāsilu    | يُرَاسَلُ       | yurāsalu    | مُرَاسَلَة     | murāsala   | مُرَاسِل             | murāsil           | مُرَاسَل             | murāsal           |

## IV. igetörzs
A negyedik igetörzs törzsképző eleme a befejezett alakoknál egy szó elejére beiktatott torokzár (hamza), amely a befejezetlen alakokban azonban nem látható, így azok csupán az írásban rendszerint nem jelölt magánhangzóikban térnek el az egyes törzsbéli igék alakjaitól (passzívumuk pedig teljesen egybeesik velük). Jelentéstartalma szerint műveltető [pl. badā (I.) = mutatkozik, megjelenik → abdā (IV.) = mutat, megjelenít].
Példaszó: adḫala (bemenetelre késztet, beküld, bejuttat, beenged).
| II. törzs | II. törzs | II. törzs | II. törzs | II. törzs   | II. törzs   | II. törzs   | II. törzs   | II. törzs | II. törzs | II. törzs         | II. törzs         | II. törzs         | II. törzs         |
| Perfektum | Perfektum | Perfektum | Perfektum | Imperfektum | Imperfektum | Imperfektum | Imperfektum | Maszdar   | Maszdar   | Melléknévi igenév | Melléknévi igenév | Melléknévi igenév | Melléknévi igenév |
| Aktív     | Aktív     | Passzív   | Passzív   | Aktív       | Aktív       | Passzív     | Passzív     | Maszdar   | Maszdar   | Aktív             | Aktív             | Passzív           | Passzív           |
| --------- | --------- | --------- | --------- | ----------- | ----------- | ----------- | ----------- | --------- | --------- | ----------------- | ----------------- | ----------------- | ----------------- |
| أَدْخَلَ      | adḫala    | أُدْخِلَ      | udḫila    | يُدْخِلُ        | yudḫilu     | يُدْخَلُ        | yudḫalu     | إِدْخَال     | idḫāl     | مُدْخِل              | mudḫil            | مُدْخَل              | mudḫal            |

## V. igetörzs
Az ötödik igetörzsnek két törzsképző eleme van: az első gyököt minden alakban közvetlenül megelőző ta- előtag, valamint a második gyök (csak mellékjellel jelölt) megduplázása. Ez utóbbi tulajdonsága a második igetörzzsel rokonítja, ahogy jelentéstartalma is: sok esetben a kettes igetörzsbeli jelentésnek kölcsönöz visszaható jelentéstartalmat [pl. aḫḫara (II.) = késleltetett, elhalasztott → taʾaḫḫara (V.) = késlekedett, elkésett; ṭawwara (II.) = fejlesztett → taṭawwara (V.) = fejlődött].
Példaszó: taraddada (visszaverődött / gyakran látogatott).
| V. törzs  | V. törzs  | V. törzs  | V. törzs  | V. törzs    | V. törzs    | V. törzs    | V. törzs    | V. törzs | V. törzs | V. törzs          | V. törzs          | V. törzs          | V. törzs          |
| Perfektum | Perfektum | Perfektum | Perfektum | Imperfektum | Imperfektum | Imperfektum | Imperfektum | Maszdar  | Maszdar  | Melléknévi igenév | Melléknévi igenév | Melléknévi igenév | Melléknévi igenév |
| Aktív     | Aktív     | Passzív   | Passzív   | Aktív       | Aktív       | Passzív     | Passzív     | Maszdar  | Maszdar  | Aktív             | Aktív             | Passzív           | Passzív           |
| --------- | --------- | --------- | --------- | ----------- | ----------- | ----------- | ----------- | -------- | -------- | ----------------- | ----------------- | ----------------- | ----------------- |
| تَرَدَّدَ      | taraddada | تُرُدِّدَ      | turuddida | يَتَرَدَّدَ       | yataraddadu | يُتَرَدَّدُ       | yutaraddadu | تَرَدُّد     | taraddud | مُتَرَدِّد             | mutaraddid        | مُتَرَدَّد             | mutaraddad        |

## VI. igetörzs
A hatodik igetörzsnek szintén két törzsképző eleme van: az ötödik törzshöz hasonlóan az első gyököt minden alakban közvetlenül megelőző ta- előtag, valamint az első és második gyök közé beékelődő, á hangértékű alif. Ez utóbbi tulajdonsága a harmadik igetörzzsel rokonítja, ahogy jelentéstartalma is: sok esetben a hármas igetörzsbeli jelentésnek kölcsönöz kölcsönösséget kifejező jelentéstartalmat [pl. qātala (III.) = harcolt, küzdött vkivel → taqātala (VI.) = harcolt(ak) egymással]. Ritkábban tettetésre, színlelésre utal: naʿasa (I.) = aludt → tanāʿasa (VI.) = alvást színlelt].
Példaszó: tarāsala ([több személy] levelezett egymással).
| VI. törzs | VI. törzs | VI. törzs | VI. törzs | VI. törzs   | VI. törzs   | VI. törzs   | VI. törzs   | VI. törzs | VI. törzs | VI. törzs         | VI. törzs         | VI. törzs         | VI. törzs         |
| Perfektum | Perfektum | Perfektum | Perfektum | Imperfektum | Imperfektum | Imperfektum | Imperfektum | Maszdar   | Maszdar   | Melléknévi igenév | Melléknévi igenév | Melléknévi igenév | Melléknévi igenév |
| Aktív     | Aktív     | Passzív   | Passzív   | Aktív       | Aktív       | Passzív     | Passzív     | Maszdar   | Maszdar   | Aktív             | Aktív             | Passzív           | Passzív           |
| --------- | --------- | --------- | --------- | ----------- | ----------- | ----------- | ----------- | --------- | --------- | ----------------- | ----------------- | ----------------- | ----------------- |
| تَرَاسَلَ     | tarāsala  | تُرُوسِلَ     | turūsila  | يَتَرَاسَلُ      | yatarāsalu  | يُتَرَاسَلُ      | yutarāsalu  | تَرَاسُل     | tarāsul   | مُتَراسِل            | mutarāsil         | مُتَراسَل            | mutarāsal         |

## VII. igetörzs
A hetedik igetörzs törzsképző eleme az első gyök elé járuló n- prefixum, amit hangtani okokból egy aliffal jelölt, szükség esetén i hangértéket felvevő kötőhang (ún. „kötő hamza”) előz meg. Befejezett alakoknál tehát a prefixum látszólag in- hangalakú, de, szükségtelen lévén, a befejezetlen alakoknál eltűnik a kötőhang, csak az első gyököt közvetlenül megelőző n- marad meg. Jelentéstartalma jórészt passzív jellegű [pl. hazama (I.) = vereséget mért → inhazama (VII.) = vereséget szenvedett].
Példaszó: inṭalaqa (megszabadult, gyorsan távozott, továbbment).
| VII. törzs | VII. törzs | VII. törzs | VII. törzs | VII. törzs  | VII. törzs  | VII. törzs  | VII. törzs  | VII. törzs | VII. törzs | VII. törzs        | VII. törzs        | VII. törzs        | VII. törzs        |
| Perfektum  | Perfektum  | Perfektum  | Perfektum  | Imperfektum | Imperfektum | Imperfektum | Imperfektum | Maszdar    | Maszdar    | Melléknévi igenév | Melléknévi igenév | Melléknévi igenév | Melléknévi igenév |
| Aktív      | Aktív      | Passzív    | Passzív    | Aktív       | Aktív       | Passzív     | Passzív     | Maszdar    | Maszdar    | Aktív             | Aktív             | Passzív           | Passzív           |
| ---------- | ---------- | ---------- | ---------- | ----------- | ----------- | ----------- | ----------- | ---------- | ---------- | ----------------- | ----------------- | ----------------- | ----------------- |
| اِنْطَلَقَ      | inṭalaqa   | اُنْطُلِقَ      | unṭuliqa   | يَنْطََلِقُ       | yanṭaliqu   | يُنْطَلَقُ       | yunṭalaqu   | اِنْطِلَاق     | inṭilāq    | مُنْطَلِق             | munṭaliq          | مُنْطَلَق             | munṭalaq          |

## VIII. igetörzs
A nyolcadik igetörzs törzsképző eleme az első és második gyök közé kerülő -ta- infixum, ami egy aliffal jelölt kötőhang megjelenését teszi szükségessé a szó elején. Az infixum mássalhangzója bizonyos esetekben részlegesen vagy teljesen hasonulhat az első gyökhöz; utóbbi esetben az írás sajátosságai miatt egy mássalhangzóval kevesebbet írunk le, és mellékjellel jelöljük annak hosszú ejtését. Részleges hasonulást idéz elő a z [pl. zahara (I.) → izdahara (VIII.)], a ṣ [pl. ṣalaḥa (I.) → iṣṭalaḥa (VIII.)] és a ḍ [pl. ḍarra (I.) → iḍṭarra (VIII.)], míg teljes hasonulás történik a d, a ḏ, a ṭ és ẓ gyökök esetében.
Jelentéstartalma sokszor nehezen megfogható, esetenként reflexív vagy passzív, de sokszor nem különbözik az első törzsbéli jelentéstől [pl. raḥala (I.) = irtaḥala (VIII.) = elindult, távozott; ǧahada (I.) = iǧtahada (VIII.) = szorgoskodott, erőfeszítést tett].
Példaszó: intaẓara (várt).
| VIII. törzs | VIII. törzs | VIII. törzs | VIII. törzs | VIII. törzs | VIII. törzs | VIII. törzs | VIII. törzs | VIII. törzs | VIII. törzs | VIII. törzs       | VIII. törzs       | VIII. törzs       | VIII. törzs       |
| Perfektum   | Perfektum   | Perfektum   | Perfektum   | Imperfektum | Imperfektum | Imperfektum | Imperfektum | Maszdar     | Maszdar     | Melléknévi igenév | Melléknévi igenév | Melléknévi igenév | Melléknévi igenév |
| Aktív       | Aktív       | Passzív     | Passzív     | Aktív       | Aktív       | Passzív     | Passzív     | Maszdar     | Maszdar     | Aktív             | Aktív             | Passzív           | Passzív           |
| ----------- | ----------- | ----------- | ----------- | ----------- | ----------- | ----------- | ----------- | ----------- | ----------- | ----------------- | ----------------- | ----------------- | ----------------- |
| اِنْتَظَرَ       | intaẓara    | اُنْتُظِرَ       | untuẓira    | يَنْتَظِرُ       | yantaẓiru   | يُنْتَظَرُ       | yuntaẓaru   | اِنْتِظَار      | intiẓār     | مُنْتَظِر             | muntaẓir          | مُنْتَظََر             | muntaẓar          |

## IX. igetörzs
A kilencedik igetörzs törzsképző eleme a harmadik gyök megduplázása, amit írásban csak mellékjellel jelölünk. Az első két gyök között nincs magánhangzó, ami egy aliffal jelölt kötőhang megjelenését teszi szükségessé a szó elején. Használata korlátozott, kizárólag a különféle színek, elszíneződések kifejezésére szolgálnak (pl. a z-r-q gyökökből kialakult izraqqa = kék volt/elkékült). Ennek megfelelően passzív alakjaik sem léteznek.
Példaszó: iḥmarra (vörös volt/elpirult).
| IX. törzs | IX. törzs | IX. törzs | IX. törzs | IX. törzs   | IX. törzs   | IX. törzs   | IX. törzs   | IX. törzs | IX. törzs | IX. törzs         | IX. törzs         | IX. törzs         | IX. törzs         |
| Perfektum | Perfektum | Perfektum | Perfektum | Imperfektum | Imperfektum | Imperfektum | Imperfektum | Maszdar   | Maszdar   | Melléknévi igenév | Melléknévi igenév | Melléknévi igenév | Melléknévi igenév |
| Aktív     | Aktív     | Passzív   | Passzív   | Aktív       | Aktív       | Passzív     | Passzív     | Maszdar   | Maszdar   | Aktív             | Aktív             | Passzív           | Passzív           |
| --------- | --------- | --------- | --------- | ----------- | ----------- | ----------- | ----------- | --------- | --------- | ----------------- | ----------------- | ----------------- | ----------------- |
| اِحْمَرَّ      | iḥmarra   | –         | –         | يَحْمَرُّ        | yaḥmarru    | –           | –           | اِحْمِرَار    | iḥmirār   | مُحْمَرّ              | muḥmarr           | –                 | –                 |

## X. igetörzs
A tizedik igetörzs törzsképző eleme az első gyök előtt megjelenő sta- prefixum, ami egy aliffal jelölt kötőhang megjelenését teszi szükségessé a szó elején. Általában valamilyen, rendszerint az első törzsbéli alak által kifejezett cselekvés, történés vagy tulajdonság feltételezését, illetve kérését fejezi ki [pl. kabura (I.) = nagy volt → istakbara (X.) = nagynak gondolt; ḥasuna (I.) = jó, helyes volt → istaḥsana (X.) = helyeselt; ġafara (I.) = megbocsátott → istaġfara (X.) = bocsánatot kért].
Példaszó: istaqbala (szembesült, találkozott valakivel, fogadott valakit).
| X. törzs  | X. törzs  | X. törzs  | X. törzs  | X. törzs    | X. törzs    | X. törzs    | X. törzs    | X. törzs | X. törzs | X. törzs          | X. törzs          | X. törzs          | X. törzs          |
| Perfektum | Perfektum | Perfektum | Perfektum | Imperfektum | Imperfektum | Imperfektum | Imperfektum | Maszdar  | Maszdar  | Melléknévi igenév | Melléknévi igenév | Melléknévi igenév | Melléknévi igenév |
| Aktív     | Aktív     | Passzív   | Passzív   | Aktív       | Aktív       | Passzív     | Passzív     | Maszdar  | Maszdar  | Aktív             | Aktív             | Passzív           | Passzív           |
| --------- | --------- | --------- | --------- | ----------- | ----------- | ----------- | ----------- | -------- | -------- | ----------------- | ----------------- | ----------------- | ----------------- |
| اِسْتَقْبَلَ    | istaqbala | اُسْتُقْبِلَ    | ustuqbila | يَسْتَقْبِل      | yastaqbilu  | يُسْتَقْبَلُ      | yustaqbalu  | اِسْتِقْبَال  | istiqbāl | مُسْتَقْبَل            | mustaqbil         | مُسْتَقْبَل            | mustaqbal         |

## Ritkán használt igetörzsek
A maradék öt igetörzs használata mindig is rendkívül korlátozott volt, jórészt annak köszönhetően, hogy nagyon speciális jelentésű szavak tartoztak ide. Többnyire statív jelentésűek, azaz tulajdonságokat írnak le.

### XI. igetörzs
A tizenegyedik igetörzs a kilencedik törzzsel rokon: itt is meghosszabbodik a harmadik gyök, és hiányzik az első gyök magánhangzója, ami szintén szó eleji kötőhang megjelenését teszi szükségessé; a különbséget az okozza, hogy a második és harmadik gyök közé egy aliffal jelölt, á hangértékű infixum kerül (pl. a z-r-q gyökökből kialakult izrāqqa = kék volt/elkékült). A jelentéstartam lényegében azonos: szintén a színességekre, elszíneződésekre korlátozódik, emiatt úgyszintén nélkülözi a passzív alakokat. A ritkább igetörzsek közül ez számít a leggyakoribbnak, mivel a költészetben a IX. törzsbéli alakok alternatívája lehetett, ha a metrika szükségessé tette.
Példaszó: iḥmārra (vörös volt/elpirult).
| XI. törzs | XI. törzs | XI. törzs | XI. törzs | XI. törzs   | XI. törzs   | XI. törzs   | XI. törzs   | XI. törzs | XI. törzs | XI. törzs         | XI. törzs         | XI. törzs         | XI. törzs         |
| Perfektum | Perfektum | Perfektum | Perfektum | Imperfektum | Imperfektum | Imperfektum | Imperfektum | Maszdar   | Maszdar   | Melléknévi igenév | Melléknévi igenév | Melléknévi igenév | Melléknévi igenév |
| Aktív     | Aktív     | Passzív   | Passzív   | Aktív       | Aktív       | Passzív     | Passzív     | Maszdar   | Maszdar   | Aktív             | Aktív             | Passzív           | Passzív           |
| --------- | --------- | --------- | --------- | ----------- | ----------- | ----------- | ----------- | --------- | --------- | ----------------- | ----------------- | ----------------- | ----------------- |
| اِحْمَارَّ     | iḥmārra   | –         | –         | يَحْمَارُّ       | yaḥmārru    | –           | –           | اِحْمِيرَار   | iḥmīrār   | مُحْمَارّ             | muḥmārr           | –                 | –                 |

### XII. igetörzs
Törzsképző eleme a második gyök megkettőzése és szétválása egy -aw- infixum körül. Az első gyöknek nincs magánhangzója, ami kötőhang megjelenését teszi szükségessé.
Példaszó: iḥdawdaba (hajlott, konvex volt)
| XII. törzs | XII. törzs | XII. törzs | XII. törzs | XII. törzs  | XII. törzs  | XII. törzs  | XII. törzs  | XII. törzs | XII. törzs | XII. törzs        | XII. törzs        | XII. törzs        | XII. törzs        |
| Perfektum  | Perfektum  | Perfektum  | Perfektum  | Imperfektum | Imperfektum | Imperfektum | Imperfektum | Maszdar    | Maszdar    | Melléknévi igenév | Melléknévi igenév | Melléknévi igenév | Melléknévi igenév |
| Aktív      | Aktív      | Passzív    | Passzív    | Aktív       | Aktív       | Passzív     | Passzív     | Maszdar    | Maszdar    | Aktív             | Aktív             | Passzív           | Passzív           |
| ---------- | ---------- | ---------- | ---------- | ----------- | ----------- | ----------- | ----------- | ---------- | ---------- | ----------------- | ----------------- | ----------------- | ----------------- |
| اِحْدَوْدَبَ     | iḥdawdaba  | –          | –          | يَحْدَوَدِبُ      | yaḥdawdibu  | –           | –           | اِحْدِيدَاب    | iḥdīdāb    | مُحْدَوْدِب            | muḥdawdib         | –                 | –                 |

### XIII. igetörzs
Törzsképző eleme egy -awwa- infixum, amely a második és harmadik gyök közé kerül. Az első gyöknek nincs magánhangzója, ami kötőhang megjelenését teszi szükségessé.
Példaszó: iǧlawwaḏa (galoppozott)
| XIII. törzs | XIII. törzs | XIII. törzs | XIII. törzs | XIII. törzs | XIII. törzs | XIII. törzs | XIII. törzs | XIII. törzs | XIII. törzs | XIII. törzs       | XIII. törzs       | XIII. törzs       | XIII. törzs       |
| Perfektum   | Perfektum   | Perfektum   | Perfektum   | Imperfektum | Imperfektum | Imperfektum | Imperfektum | Maszdar     | Maszdar     | Melléknévi igenév | Melléknévi igenév | Melléknévi igenév | Melléknévi igenév |
| Aktív       | Aktív       | Passzív     | Passzív     | Aktív       | Aktív       | Passzív     | Passzív     | Maszdar     | Maszdar     | Aktív             | Aktív             | Passzív           | Passzív           |
| ----------- | ----------- | ----------- | ----------- | ----------- | ----------- | ----------- | ----------- | ----------- | ----------- | ----------------- | ----------------- | ----------------- | ----------------- |
| اِجْلَوَّذَ       | iǧlawwaḏa   | –           | –           | يَجْلَوِّذُ       | yaǧlawwiḏu  | –           | –           | اِجْلِوَّاذ      | iǧliwwāḏ    | مُجْلَوِّذ             | muǧlawwiḏ         | –                 | –                 |

### XIV. igetörzs
Törzsképző eleme egy -an- infixum, illetve a harmadik gyök magánhangzóval elválasztott megkettőzése. Az első gyöknek nincs magánhangzója, ami kötőhang megjelenését teszi szükségessé.
Példaszó: isḥankaka (nagyon sötét volt)
| XIV. törzs | XIV. törzs | XIV. törzs | XIV. törzs | XIV. törzs  | XIV. törzs  | XIV. törzs  | XIV. törzs  | XIV. törzs | XIV. törzs | XIV. törzs        | XIV. törzs        | XIV. törzs        | XIV. törzs        |
| Perfektum  | Perfektum  | Perfektum  | Perfektum  | Imperfektum | Imperfektum | Imperfektum | Imperfektum | Maszdar    | Maszdar    | Melléknévi igenév | Melléknévi igenév | Melléknévi igenév | Melléknévi igenév |
| Aktív      | Aktív      | Passzív    | Passzív    | Aktív       | Aktív       | Passzív     | Passzív     | Maszdar    | Maszdar    | Aktív             | Aktív             | Passzív           | Passzív           |
| ---------- | ---------- | ---------- | ---------- | ----------- | ----------- | ----------- | ----------- | ---------- | ---------- | ----------------- | ----------------- | ----------------- | ----------------- |
| اِسْحَنْكَكَ     | isḥanka    | –          | –          | يَسْحَنْكِكُ      | yasḥankiku  | –           | –           | اِسْحِنْكَاك    | isḥinkāk   | مُسْحَنْكِك            | musḥankik         | –                 | –                 |